# باقل‌آباد
باقل‌آباد ، روستایی از توابع بخش کلاترزان شهرستان سنندج در استان کردستان ایران است
این روستا در حوالی سد آزاد قرار دارد.

## جمعیت
این روستا در دهستان کلاترزان قرار دارد و براساس سرشماری مرکز آمار ایران در سال ۱۳۸۵، جمعیت آن ۲۰۵ نفر (۵۰خانوار) بوده‌است.